# Willibald Apollinar Maier
Pour les articles homonymes, voir Maier.
Willibald Apollinar Maier , né le 19 février 1823 à Pfalzpaint et mort le 5 mai 1874 à Ratisbonne, est un prêtre, théologien et publiciste bavarois. 

## Biographie
Maier descend d'une famille pauvre. Son parrain, l'abbé Hoffmann, prédicateur à la cathédrale, le prend avec lui à Eichstätt où il apprend le latin, puis à partir de 1835 au Gymnasium St. Stephan d'Augsbourg qu'il termine en 1839 avec les félicitations. Il poursuit ses études au Collegium Germanicum de Rome. En 1842, il est docteur en philosophie. En, 1846, il est ordonné prêtre et est docteur en théologie en 1847. 
À son retour en Allemagne en 1847, Maier est nommé vicaire à Stöckelsberg, puis il est nommé à  Neumarkt, Monheim et Ellingen. En 1854, il devient rédacteur du journal la Deutsche Volkshalle à Cologne. Après la dissolution du journal, Maier reprend la rédaction du journal Deutschland à Francfort-sur-le-Main. Lorsque ce journal est également liquidé, il est nommé par l'évêque de Ratisbonne, Mgr von Senestrey, comme secrétaire épiscopal. 
Maier travaille dès lors à Ratisbonne comme bras droit de l'évêque, qu'il accompagne également au Concile Vatican I en 1870. Initialement vicaire de la cathédrale, il est promu chanoine du chapitre de la cathédrale en 1860. Il soutient l'éditeur Friedrich Pustet (de) dans ses activités de publications théologiques.

## Quelques publications
- Theses ex universa theologica, 1847.
- Gedanken über die Restauration der Kirche in Deutschland, Manz, Regensburg, 1859.
- Die liturgische Behandlung des Allerheiligsten außer dem Opfer der heiligen Messe, Manz, Regensburg, 1860.
- Zur Belehrung für Könige, Matthes, Leipzig, 1866.